# Metoda sejsmiczna
Metoda sejsmiczna – metoda archeologiczna polegająca na wywoływaniu fal sejsmicznych i badań za pomocą specjalistycznej aparatury pomiarowej przebiegu rozchodzących się fal, czasu ich rozchodzenia ich odkształceń w celu lokalizacji podziemnych obiektów.
Jest to jedna z niedestrukcyjnych metod w archeologii. Została zapożyczona z geologii.
Za pomocą sejsmografów rejestruje się dane o przebiegu fali, czasie jej rozchodzenia i odkształceniach. Fale reagują na ośrodki mające różną sprężystość. Właściwość taka pozwala na rejestracje przeszkód stających na drodze fali. Metoda sejsmiczna pozwala poznać obraz budowy geologicznej i układ warstw do głębokości kilkunastu metrów. 
Wzbudzenie fali sejsmicznej potrzebnej do badań polega na uderzeniu ciężkim młotem o wadze ok. 20-30kg. w rozłożone odpowiednio na powierzchni metalowe płyty. Uzyskane rezultaty badań często zależą od możliwości dostępnej aparatury badawczej i odległości między geofonami. Wyniki prezentowane są w formie wykresów. 
Jest to najrzadziej stosowana metoda prospekcji archeologicznej. Jej ograniczenia polegają na trudności w interpretacji wyników. Metoda ta, nie sprawdza się także w przypadku warstw o dużej miąższości. Natomiast świetnie można badać ukryte pod ziemią konstrukcje architektoniczne za pomocą tej metody.